# 沈鴻元
沈鴻元（1973年—2023年），廣播節目主持人、爵士音樂節目主持人，曾任愛樂電台《台北爵士夜》、《布魯斯‧威力 Blues Power》、台中爵士音樂節主持人。獲得第39屆廣播金鐘獎流行音樂節目獎、第58屆廣播金鐘獎特別貢獻獎和第14屆金音創作獎特別貢獻獎。

## 生平

### 早年經歷
沈鴻元畢業於中央大學法文系。從小參加演講比賽，國中時期就喜歡聽英文歌，熟悉每首曲子旋律之外，為了理解歌詞涵義，還寫每一句歌詞在本子上中英翻譯。高中時期便選好人生志向，走傳播媒體相關的路，聯考因素大學選擇文學院，每年「西潮英文歌唱比賽」個人組、雙人組，都榜上有名，畢業後曾在法航的代理商工作。熱愛爵士樂的他，還曾到夜店當DJ。但心裡的媒體夢沒有消失，決定逐夢，沈鴻元自認字正腔圓，對NBA、MLB、NFL等職業運動也算是如數家珍，先後嘗試新聞主播、體育頻道，但不得其門而入。
後來收聽喜愛的愛樂電台發現在徵主持人，自己也熱愛音樂，投履歷表上寫自己是爵士樂愛好者，愛樂總經理夏迪，回憶那天面試記憶猶新，「沈鴻元就是天生吃廣播這行飯的人，他的聲音低沉、厚實而且穩重，態度靈活也有誠意，不過就是太皮了一點。」沈鴻元進入台北愛樂電台，從整理爵士樂資料庫、錄音室機器開始，朝著夢想繼續前進。在愛樂電台工作時，曾經受機師父親鼓舞，還曾考上華航機師

### 主持經歷
2000年起接棒黎時潮，主持愛樂電台《台北爵士夜》20餘年，與資深樂評蘇重主持《布魯斯威力Blues Power》節目。
2003年起擔任台中爵士音樂節主持人10餘年。
2004年金鐘獎頒獎時說：「我要感謝Louis Armstrong（路易斯阿姆斯壯）、Duke Ellington（艾靈頓公爵），因為沒有他們就沒有爵士樂。」
2005年，在紐約歷史最悠久的爵士聖地「前鋒村俱樂部」（Village Vanguard），和住紐約朋友小楊，欣賞歡慶七十周年的系列音樂會。之後，訂了另一場在「鳥園俱樂部」（Birdland） ，當時高齡七十八歲的傳奇薩克斯風大師李．康尼茲無鋼琴三重奏的演出，俱樂部地標黑底白字的旗幟，霓虹燈管折出的火鶴招牌，事前透過電郵，徵得了演出後面對面專訪的機會。康尼茲演奏約翰．柯川速度急如星火的名曲〈Mr. P.C.〉時，反而放慢了十倍速度，悠哉悠哉地吹，驚訝於速度放慢後，旋律竟如此動人。
演出後專訪邀約，康尼茲笑著帶領走進「鳥園俱樂部」樂手休息室，「經典爵士唱片裡的人物才進得來啊！」。訪問康尼茲「爵士樂手基本上不看譜的，重要的是在音樂裡跟其他樂手『對話』。請問當您在演奏時，聽到鋼琴手彈了一個和弦，會有什麼反應？」答「我不曉得該怎麼解釋，經驗較少的學生可能會先去分析這個和弦，再決定怎麼對應它。但我就是直覺地對聲音做出反應，聽到什麼就回什麼，算是一種反射動作吧。如果不是在表演當下，我會根據這個和弦演奏些什麼，也許是幾顆簡單音符組成的句子，嘗試排列組合。」之後買了一張新唱片，一張美金十六元，請康尼茲簽名，字跡清晰工整，還多了「給丹尼爾，感謝你的支持」。
2009年，接受mombaby採訪諮詢胎教音樂，推薦小野麗莎（Lisa Ono）專輯，融合拉丁與爵士的巴薩諾瓦音樂；充滿律動感的搖擺爵士，如In the Mood給予好心情
2011年、2012年擔任「台中爵士音樂節」音樂總監。
2015年，於文化護照講座，講演客家民歌〈落水天〉及黃俊雄布袋戲〈噢！媽媽〉、1985年中視《怒劍狂花》連續劇片頭曲、1934年蓋希文歌劇詠嘆調〈Summertime（蓋希文）〉之間的異曲同工之妙。
2015年3月，於廣播節目邀請台灣爵士歌手劉俐，流利地與大家分享最近幾個月的巡演。
2016年2月回憶，很多年前初次去鹿港玩，興奮地跑到媽祖廟（天后宮）後面巷子裡，滿心期待能找到傳說中「賣著香火的那家小雜貨店」，可惜未果。反倒是聽到了一間機車行，就在巷子轉角口，放著豎笛大師巴迪．迪法蘭柯的五重奏錄音，對自己來說，可是比證明羅大佑的1982年〈鹿港小鎮〉歌詞裡的香火店真有其鋪，還要振奮。回憶起同樣是多年前的紐約之旅，當時人在東村（East Village）準備逐店買二手爵士唱片。東村有許多賣二手唱片的店家，但就是這麼一間店，門裡播放著李宗盛替陳淑樺所寫的1988年歌曲〈那一夜你喝了酒〉，當下也不必隔著紗門對老闆訴說什麼，直接推了門便進去買唱片。
2016年6月表示，活動首重累積，累積久了便有厚度，有了厚度成文化，每年同一時間、地點，做同一件事，能讓一個活動成為人民共同記憶，並累積為文化底蘊。
2016年9月介紹台中爵士音樂節，邀清演奏的音樂家：珍．夢海，是走美聲路線的歌手，拿下了「1998孟克國際爵士歌唱大賽」亞軍，2003年、2013年來台開唱；香港出生，活躍紐約的吉他手張駿豪（Teriver Cheung），為香港世界文化藝術節推出了「禾、日、水、巷」音樂會，為台灣帶來世界級大師，認識他得感謝台灣鋼琴家許郁瑛；低音提琴傳奇人物艾迪．戈梅茲；美國年輕一輩當紅薩克斯風手戴納．史蒂芬斯；鋼琴家宋海倫，出生德州休士頓，美國人，但老家在台中；明格斯王朝樂團，包括了伸縮號手戴菲歐．馬沙利斯。
與大愛電視台合作「樂事美聲錄」《爵響臺灣》節目，製作人林冠群和導演沈聖德和北藝大的攝影班剪接班後製班紀錄，愛樂電台裡，沈鴻元藉著訪問爵士樂隊的彭國書、寶島歌后紀露霞、爵士歌姫玫熹Macy、黑膠收藏家林太威各有特色的音樂人，告訴觀眾們爵士樂在台灣的歷史文化。
2017年，關心古典音樂界重量級指揮家皮耶·布萊茲、尼古勞斯·哈農庫特、內維爾·馬里納爵士；爵士樂加拿大鋼琴家保羅．布雷、南美洲最接近薩克斯風之神約翰．柯川的阿根廷薩克斯風大師嘎多．巴比耶里、曾在艾靈頓公爵樂團服務多年的上低音薩克斯風手喬．坦伯里，風格前衛的鋼琴家唐．傅利曼，老牌西岸爵士鋼琴大師克勞德．威廉森、吉他手道格．雷尼、All About Jazz網站顫音琴大師巴比．哈卻森近況、比利時口琴國寶以經典作品〈Bluesette〉聞名全世界，曾來台灣演出的圖茲．席曼、當代爵士樂的聲響教父人稱R.V.G.的魯迪．凡．蓋德；流行音樂界英國音樂製作人，被譽為流行音樂史上唱片銷售量團體組世界冠軍「披頭四樂團的第五人」喬治·馬丁爵士、流行天王喬治·麥可、王子 (音樂家)（Prince）、大衛·鮑伊、老鷹合唱團的格林·佛萊、許多人心中「或許更值得獲頒諾貝爾文學獎」的李歐納·柯恩。
2019年，回憶大學時組團向披頭四致敬，沒人會演奏樂器，所以以人聲唱〈Life Could Be A Dream〉參與歌唱比賽。
2020年，主持愛樂電台Jazz Online頻道，節目有原本的 《台北爵士夜》、《布魯斯威力》，及《爵士現場》，安排24小時播放爵士樂曲目。此外，製作Audio on Demand（AOD）隨選隨聽節目《爵士在臺灣》、《臺灣ㄟ布魯斯》、《爵士大道》，由愛樂電台數位轉型在線上平台收聽。
2021年，撰文廣播主持人心得：
|  | 當你在電台裡爭取到了一個屬於自己的時段，準備大展拳腳，把音樂最有趣的一面呈現給你一輩子可能都見不到面的聽眾面前，多麼熱血的畫面是不是！...然後才發現準備播出的東西電台裡一律沒有。...下回出門前就做好準備，從你若省下來本可付房子頭期款的豐富唱片收藏裡，挑出最珍貴的那幾張...你為了讓節目內容更完美，將會花更多的錢買唱片。...〈Blame It on My Youth〉是爵士樂非常經典的抒情作品，小號手亞特．法默的版本如泣如訴...慢慢你會發現，電台每個月提供的微薄收入，起碼三分之一花在買唱片上頭。... 走在街上，連一個認識你、過來打招呼的聽眾都不曾出現。這道理簡單極了！廣播人不露臉的，連你長啥樣都不知道，怎麼可能出現萬人空巷夾道歡迎的畫面？不過倒是因為如此，這麼多年來也發生過許多趣事。比方說，偶爾有機會接個書店或唱片行的音樂講座賺點外快，宣傳時當然會強調講者是電台節目的主持人，然後開講時就會有聽節目的聽眾出現了，這也是廣播人少數有機會看看聽眾長什麼樣子的場合。講座結束後，自然有聽眾上前攀談 |

2023年4月，沈鴻元節目由愛樂電台精選回顧持續播放，ON AIR《台北爵士夜》每週一至週五晚間十二點至兩點、《布魯斯威力》每週六下午三至五點，《爵士經典現場》每週六晚間十二點至兩點，Jazz On Line二十四小時播放的爵士樂專屬頻道。

### 逝世
2022年5月沈鴻元發現膽管癌，住院治療3、4個月，出院之後好轉，可以上班錄節目，正常生活，行動如常，他也十分樂觀，每每被關心時總跟大家說：「狀況都不錯，出院後一直都有進步。」，也常揪朋友們吃飯。
2023年4月2日跟蘇重一起錄《布魯斯威力Blues Power》，4月6日晚上仍與家人聚餐，晚上有點感冒發燒。4月7日早上發病，1小時離世，享年50歲。2023年10月14日臺中爵士音樂節主辦單位，在臺中市役所規劃了沈鴻元老師特展，邀請沈鴻元的好友們以及曾經交流的爵士樂手們，記錄沈鴻元的樣子。
展覽內呈現了許多專輯、文字類、雜誌等物件。

## 個人生活
2018年，沈鴻元撰文十五年前在岡山空軍眷村，一位賈爺爺的故事。賈爺爺年輕時和小蕙在安徽，後來小蕙與孩子們搭上了往台灣的船，自己則架著座機飛來台灣，一起定居在高雄岡山的眷舍。來台後，轉任教官，指導年輕飛官。空軍眷村生活比較美式風味。周末在活動中心會舉辦舞會。1995年，賈爺爺決定回上海一趟探親，後來回台後戒了菸，平時看看連續劇，跟賈奶奶鬥嘴，還有每星期下個兩次樓跟沈鴻元和朋友們說故事。沈鴻元在文章提及兩首歌Ray Peterson〈告訴羅拉我愛她〉（Tell Laura I Love Her）、比莉·荷莉戴〈I Cover the Waterfront〉。
此外，沈鴻元以法文系的角度，介紹法國知識：法國餐廳晚餐很多晚上七點前不開門，七至九點用餐；巴黎瑪黑區；塞納河；幾位法國相關歷史人物；米其林指南。

## 外部連結
- 沈鴻元的Facebook專頁
- 2019臺中爵士音樂節網路直播 （页面存档备份，存于）
- 布魯斯‧威力 Blues Power （页面存档备份，存于）
- Jazz Online  （页面存档备份，存于）
- 聯合電子報-沈鴻元